# Alfred Görnemann
Alfred Görnemann (Berlín 1 de setembre de 1877 - Dresden, 11 d'octubre de 1903) va ser un ciclista alemany que es va especialitzar en el ciclisme en pista, concretament en el mig fons, on va guanyar tres medalles als Campionats del món, dues com amateur i una com a professional.
Va morir en una cursa a Dresden.

## Palmarès
- 1902
  -  Campió del món amateur de Mig Fons